# Lotta greco-romana ai Giochi della XVII Olimpiade - Pesi medio-massimi
La competizione della categoria pesi medio-massimi (fino a 87 kg) di lotta greco-romana dei Giochi della XVII Olimpiade si è svolta dal 26 al 31 agosto 1960 alla Basilica di Massenzio a Roma.

## Formato
Ad ogni incontro venivano assegnate le seguenti penalità:
- 0 = Al vincitore per schienata
- 1 = Al vincitore ai punti
- 2 = In caso di pareggio
- 3 = Allo sconfitto ai punti
- 4 = Allo sconfitto per schienata

Con sei penalità o più il lottatore veniva eliminato.

## Risultati
| Legenda                                  | Legenda |
| ---------------------------------------- | ------- |
| Lottatore con 6 penalità o più Eliminato |         |

### 1º Turno
Si è disputato il 26 agosto
| Vincitore            | Pen. | Risultato | Sconfitto             | Pen. |
| -------------------- | ---- | --------- | --------------------- | ---- |
| Givi K'art'ozia      | 1    | Ai punti  | Howard George         | 3    |
| Herbert Albrecht     | 1    | Ai punti  | Rune Jansson          | 3    |
| Gheorghe Popovici    | 0    | Schienata | Shunta Ishikura       | 4    |
| Eugen Wiesberger Jr. | 1    | Ai punti  | Maurice Jacquel       | 3    |
| Krali Bimbalov       | 1    | Ai punti  | Włodzimierz Smoliński | 3    |
| Tevfik Kış           | 1    | Ai punti  | Kurt Rusterholz       | 3    |
| Péter Piti           | 1    | Ai punti  | Antonio Cerroni       | 3    |
| José Panizo          | 0    | Schienata | Julio Graffigna       | 4    |
| Antero Vanhane       | 0    | Esentato  |                       |      |

### 2º Turno
Si è disputato il 27 agosto
| Vincitore             | Pen. | Risultato  | Sconfitto         | Pen. |
| --------------------- | ---- | ---------- | ----------------- | ---- |
| Givi K'art'ozia       | 2    | Ai punti   | Antero Vanhane    | 3    |
| Herbert Albrecht      | 2    | Ai punti   | Howard George     | 6    |
| Eugen Wiesberger Jr.  | 2    | Ai punti   | Shunta Ishikura   | 7    |
| Maurice Jacquel       | 3    | Schienata  | Gheorghe Popovici | 4    |
| Tevfik Kış            | 3    | = Parità = | Krali Bimbalov    | 3    |
| Włodzimierz Smoliński | 4    | Ai punti   | Antonio Cerroni   | 6    |
| Péter Piti            | 2    | Ai punti   | Kurt Rusterholz   | 6    |
| José Panizo           | 0    | Esentato   |                   |      |
|                       |      | Ritirato   | Rune Jansson      | 8    |
|                       |      | Ritirato   | Julio Graffigna   | 8    |

### 3º Turno
Si è disputato il 29 agosto
| Vincitore         | Pen. | Risultato | Sconfitto             | Pen. |
| ----------------- | ---- | --------- | --------------------- | ---- |
| Antero Vanhane    | 4    | Ai punti  | José Panizo           | 3    |
| Givi K'art'ozia   | 3    | Ai punti  | Herbert Albrecht      | 5    |
| Gheorghe Popovici | 5    | Ai punti  | Eugen Wiesberger Jr.  | 5    |
| Krali Bimbalov    | 4    | Ai punti  | Maurice Jacquel       | 6    |
| Tevfik Kış        | 4    | Ai punti  | Włodzimierz Smoliński | 7    |
| Péter Piti        | 2    | Esentato  |                       |      |

### 4º Turno
Si è disputato il 30 agosto
| Vincitore       | Pen. | Risultato | Sconfitto            | Pen. |
| --------------- | ---- | --------- | -------------------- | ---- |
| Péter Piti      | 2    | Schienata | José Panizo          | 7    |
| Antero Vanhane  | 4    | Schienata | Herbert Albrecht     | 9    |
| Givi K'art'ozia | 4    | Ai punti  | Gheorghe Popovici    | 8    |
| Krali Bimbalov  | 5    | Ai punti  | Eugen Wiesberger Jr. | 8    |
| Tevfik Kış      | 4    | Esentato  |                      |      |

### 5º Turno
Si è disputato il 30 agosto
| Vincitore       | Pen. | Risultato | Sconfitto      | Pen. |
| --------------- | ---- | --------- | -------------- | ---- |
| Tevfik Kış      | 5    | Ai punti  | Antero Vanhane | 7    |
| Givi K'art'ozia | 5    | Ai punti  | Péter Piti     | 5    |
| Krali Bimbalov  | 5    | Esentato  |                |      |

### Turno finale
Si è disputato il 30 agosto
| Vincitore      | Pen. | Risultato | Sconfitto       | Pen. |
| -------------- | ---- | --------- | --------------- | ---- |
| Krali Bimbalov | 6    | Ai punti  | Péter Piti      | 8    |
| Tevfik Kış     | 6    | Ai punti  | Givi K'art'ozia | 8    |

## Classifica finale
| Pos.    | Atleta                | Nazione          |
| ------- | --------------------- | ---------------- |
| Oro     | Tevfik Kış            | Turchia          |
| Argento | Krali Bimbalov        | Bulgaria         |
| Bronzo  | Givi K'art'ozia       | Unione Sovietica |
| 4       | Péter Piti            | Ungheria         |
| 5       | Antero Vanhane        | Finlandia        |
| 6       | José Panizo           | Spagna           |
| 7       | Gheorghe Popovici     | Romania          |
| 8       | Eugen Wiesberger Jr.  | Austria          |
| 9       | Herbert Albrecht      | Germania         |
| 10      | Maurice Jacquel       | Francia          |
| 11      | Włodzimierz Smoliński | Polonia          |
| 12      | Kurt Rusterholz       | Svizzera         |
| 12      | Antonio Cerroni       | Italia           |
| 12      | Howard George         | Stati Uniti      |
| 15      | Shunta Ishikura       | Giappone         |
| 16      | Rune Jansson          | Svezia           |
| 17      | Julio Graffigna       | Argentina        |